# Alcains
Alcains är en freguesia i staden Castelo Branco, i Mellersta Portugal, en provins i Beira Baixa. Freguesian (kommundelen) har 4615 invånare (2021).